# Hoge Rijndijk
De Hoge Rijndijk is de voormalige uitvalsweg van de Nederlandse stad Leiden voor doorgaand verkeer richting Utrecht. Van oorsprong is de Hoge Rijndijk een oude dijk langs de zuidelijke oever van de Oude Rijn. De straat loopt vanaf de Zoeterwoudsesingel oostelijk naar Zoeterwoude-Rijndijk waar die overgaat in de Rijndijk. De straat heeft binnen de gemeente Leiden een lengte van 1800  meter.

## Geschiedenis
De geschiedenis van de Hoge Rijndijk gaat terug tot de periode dat de Oude Rijn een belangrijke rivier was, die rechtstreeks uitmondde in de Noordzee, en waar de getijden een belangrijke rol speelden. Door deze getijdenrivier werd veel materiaal op de oevers afgezet. Doordat aan de zuidzijde van de rivier meer afzetting had plaatsgevonden dan aan de noordzijde, ontstonden de Hoge (later Hoge Rijndijk) en de Lage (later Lage Rijndijk) zijde. Dat onderscheid is ook nog zichtbaar in de naam Hogewoerd, die in het verlengde ligt van de Hoge Rijndijk.
Oorspronkelijk ging vrijwel alle verkeer over water, waarbij de Oude Rijn een verbindingsroute was voor trekschuiten en later voor de stoombootmaatschappijen zoals de Stoombootmaatschappij Carsjens. Pas later werd ook de weg op de dijk van belang. Die historie van de Hoge Rijndijk als belangrijke verbindingsweg gaat terug naar het eerste Rijkswegennet 1816 waar de verbinding Leiden - Bodegraven al als rijksweg wordt aangeduid, die langs de Hoge Rijndijk voerde. In het Rijkswegenplan 1932 is de verbinding Leiden - Bodegraven reeds aangeduid als rijksweg 11. Na het gereedkomen van de N11 Oost heeft de Hoge Rijndijk zijn belang als doorgaande route verloren.